# Circumferència goniomètrica

Evolució de les funcions sinus, cosinus i tangent al primer quadrant amb la circumferència goniomètrica (en alemany "Einheitskreis" circumferència unitària)

En matemàtiques, la circumferència goniomètrica, anomenada també circumferència trigonomètrica, circumferència unitat, o cercle goniomètric és una circumferència de radi 1 centrada a l'origen (0,0) del sistema de coordenades cartesianes en al pla euclidià. La circumferència goniomètrica es denota sovint S¹; la generalització a dimensions superiors és l'esfera unitària.
Si (x, y) és un punt del primer quadrant sobre la circumferència goniomètrica, llavors x i y són les longituds dels catets d'un triangle rectangle, la hipotenusa del qual té una longitud d'1. Així, pel teorema de Pitàgores, x i y satisfan l'equació
{\displaystyle x^{2}+y^{2}=1.}
Donat que x² = (−x)² per a tot x, i donat que la reflexió de qualsevol punt de la circumferència respecte dels eixos x o y pertany també a la mateixa circumferència, l'equació anterior es compleix per a tots els punts (x, y) de la circumferència, no només pels del primer quadrant.

## Funcions trigonomètriques en la circumferència goniomètrica

Il·lustració d'una circumferència goniomètrica. La variable t és la mesura d'un angle.

Totes les funcions trigonomètriques de l'angle θ es poden construir geomètricament basant-se en la circumferència goniomètrica.

Les funcions trigonomètriques cosinus i sinus es poden definir basant-se en la circumferència goniomètrica tal com segueix. Si (x, y) és un punt de la circumferència goniomètrica, i si el radi que va des de l'origen (0, 0) fins a (x, y) forma un angle t respecte del semi eix x positiu, (on el sentit positiu és el contrari de les manetes del rellotge), llavors
{\displaystyle \cos(t)=x\,\!}
{\displaystyle \sin(t)=y\,\!}
L'equació x² + y² = 1 dona la relació
{\displaystyle \cos ^{2}(t)+\sin ^{2}(t)=1\,\!}
Fixeu-vos que cos²(t)=(cos(t))². És la forma abreviada habitual per a expressar les potències de les funcions trigonomètriques.
La circumferència goniomètrica dona una forma intuïtiva per entendre que el sinus i el cosinus són funcions periòdiques, amb les identitats
{\displaystyle \cos t=\cos(2\pi k+t)\,\!}
{\displaystyle \sin t=\sin(2\pi k+t)\,\!}
Per a qualsevol enter k.
Aquestes identitats provenen del fet que les coordenades x i y d'un punt de la circumferència goniomètrica es conserven si l'angle t s'augmenta o es disminueix qualsevol nombre de voltes (1 volta = 2π radians).
Quan es treballa amb triangles rectangles, el sinus, el cosinus i les altres funcions trigonomètriques només tenen sentit per angles que mesuren més de zero i menys de π/2. En canvi, fent servir la circumferència goniomètrica, aquestes funcions tenen significats intuïtius per a qualsevol valor real que mesuri l'angle.
De fet, no només el sinus i el cosinus, sinó totes sis funcions trigonomètriques clàssiques — sinus, cosinus, tangent, cotangent, secant, i cosecant, així com les funcions arcàiques com el versinus i la exsecant — es poden definir geomètricament basant-se en la circumferència goniomètrica, tal com es mostra a la figura de a dreta.

Valors del sinus i del cosinus d'uns quants angles representats en la circumferància goniomètrica

## Grup circular
Els nombres complexos es poden identificar amb punts del pla euclidià, és a dir, el nombre a + bi s'identifica amb el punt (a, b). Sota aquesta identificació, la circumferència goniomètrica és un grup amb l'operació de multiplicació, d'aquest grup se'n diu el grup circular. Aquest grup té aplicacions importants en matemàtiques i en ciència.